# Charles du Trémolet de Lacheisserie
Charles du Trémolet de Lacheisserie est un homme politique français né le 8 novembre 1800 à Valence (Drôme) et mort le 27 janvier 1885 à Lemps (Ardèche).

## Biographie
Propriétaire terrien, il est député de la Drôme de 1859 à 1863, siégeant dans la majorité soutenant le Second Empire.

## Sources
- « Charles du Trémolet de Lacheisserie », dans Adolphe Robert et Gaston Cougny, Dictionnaire des parlementaires français, Edgar Bourloton, 1889-1891 [détail de l’édition]